# Ślesin
Ślesin is een stad in het Poolse woiwodschap Groot-Polen, gelegen in de powiat Koniński. De oppervlakte bedraagt 7,18 km², het inwonertal 3077 (2005).
De stad ligt nabij de meren Ślesiński en Mikorzyński.

## Verkeer en vervoer

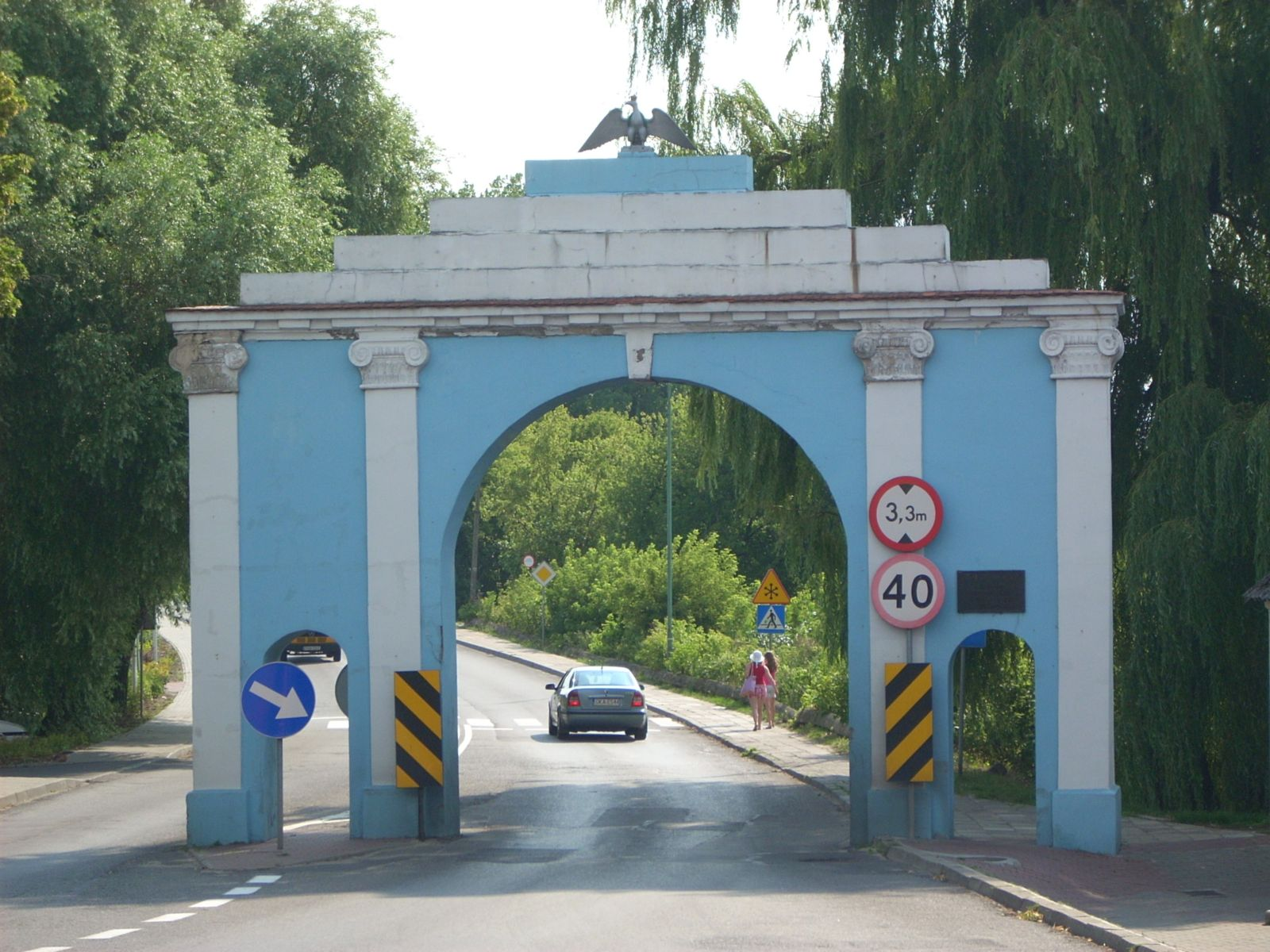
Napoleons poort in de stad.

- Station Ślesin